# Endoxazus vingerhoedti
Endoxazus vingerhoedti är en skalbaggsart som beskrevs av Franz Antoine 2008. Endoxazus vingerhoedti ingår i släktet Endoxazus och familjen Cetoniidae. Inga underarter finns listade i Catalogue of Life.